# Дом Пфистер
Дом Пфистер (фр. Maison Pfister) — здание, которое было построено во французском городе Кольмар в 1537 году и сохранилось до наших дней. Одна из достопримечательностей города. В некоторых источниках значится как «Дом Фистера».

## История
Дом Пфистера был построен в 1537 году шляпником Людовиком Шерером из города Безансона.
Для строительства дома использовались такие материалы, как камень и дерево. Дом расположен на небольшой улице.
Дом пятиэтажный, белого цвета, оштукатуренный. Его завершает пятиэтажная башня под куполом. Второй этаж дома Пфистера расписан сграффито. На третьем этаже здания находится деревянная лоджия, которую опоясывают цветы. Снизу ее поддерживают деревянные брусья. Угол здания украшает эркер с коническим шпилем зеленого цвета. У дома есть длинная деревянная галерея, угловой эркер в два этажа и башенка-генин. Фасад дома украшают фрески, на которых изображены библейские сюжеты, лики святых и германских императоров, которые соседствуют с орнаментом из ренессансных мотивов. В башне дома расположена наклонная лестница. Дом украшают деревянные резные балконы, фигурные окна в эркерах.
Здание имеет готические черты с частью итальянских декоративных элементов.
В XIX веке зданием владела семья Пфистер, по чьей фамилии дом и называется теперь.
Дом Пфистера — одно из самых узнаваемых сооружений в городе. Рядом с домом Пфистера расположена ещё одна городская достопримечательность — дом Адольфа.
Дом Пфистера относится к красивейшим средневековым эльзасским домам Кольмара.

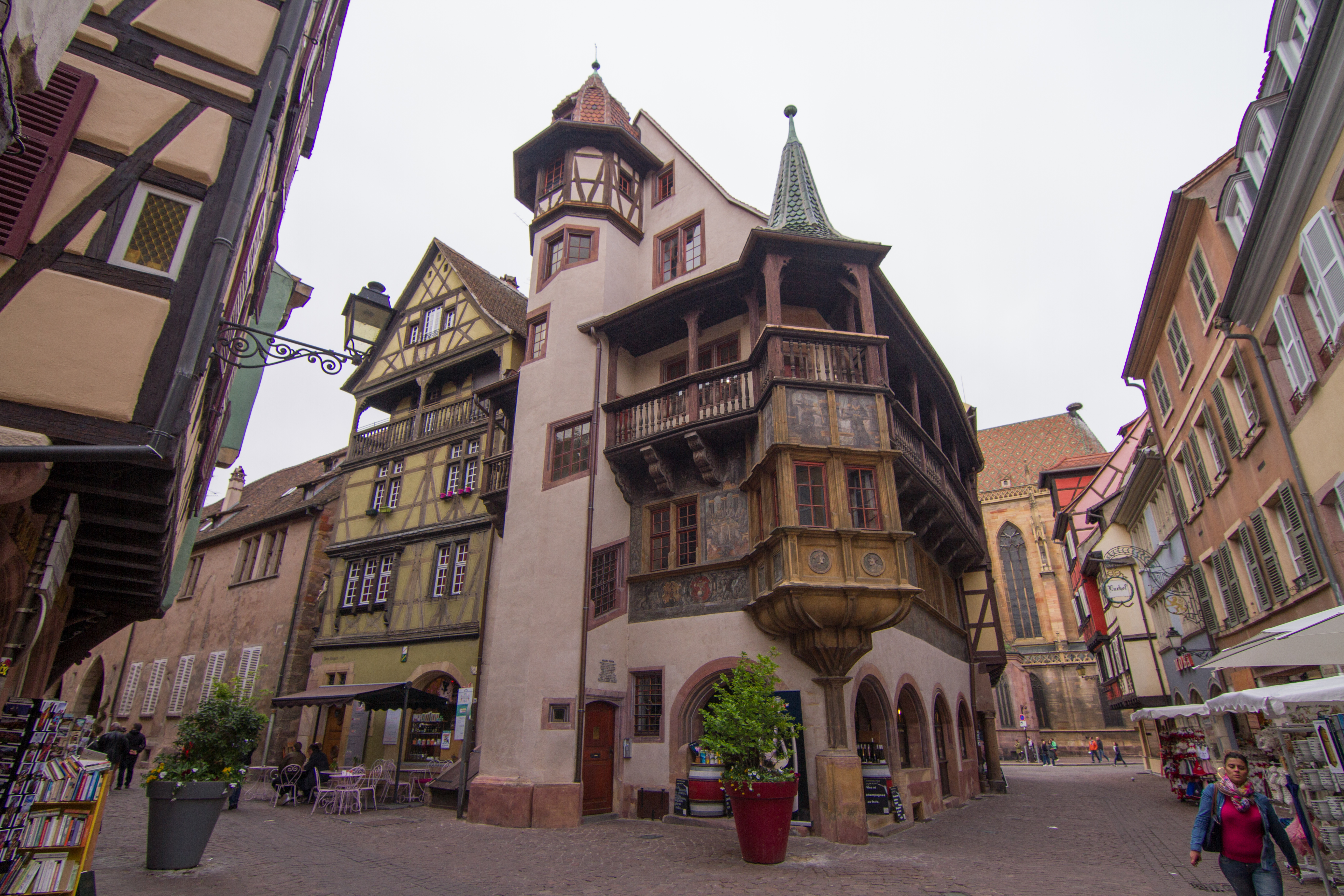
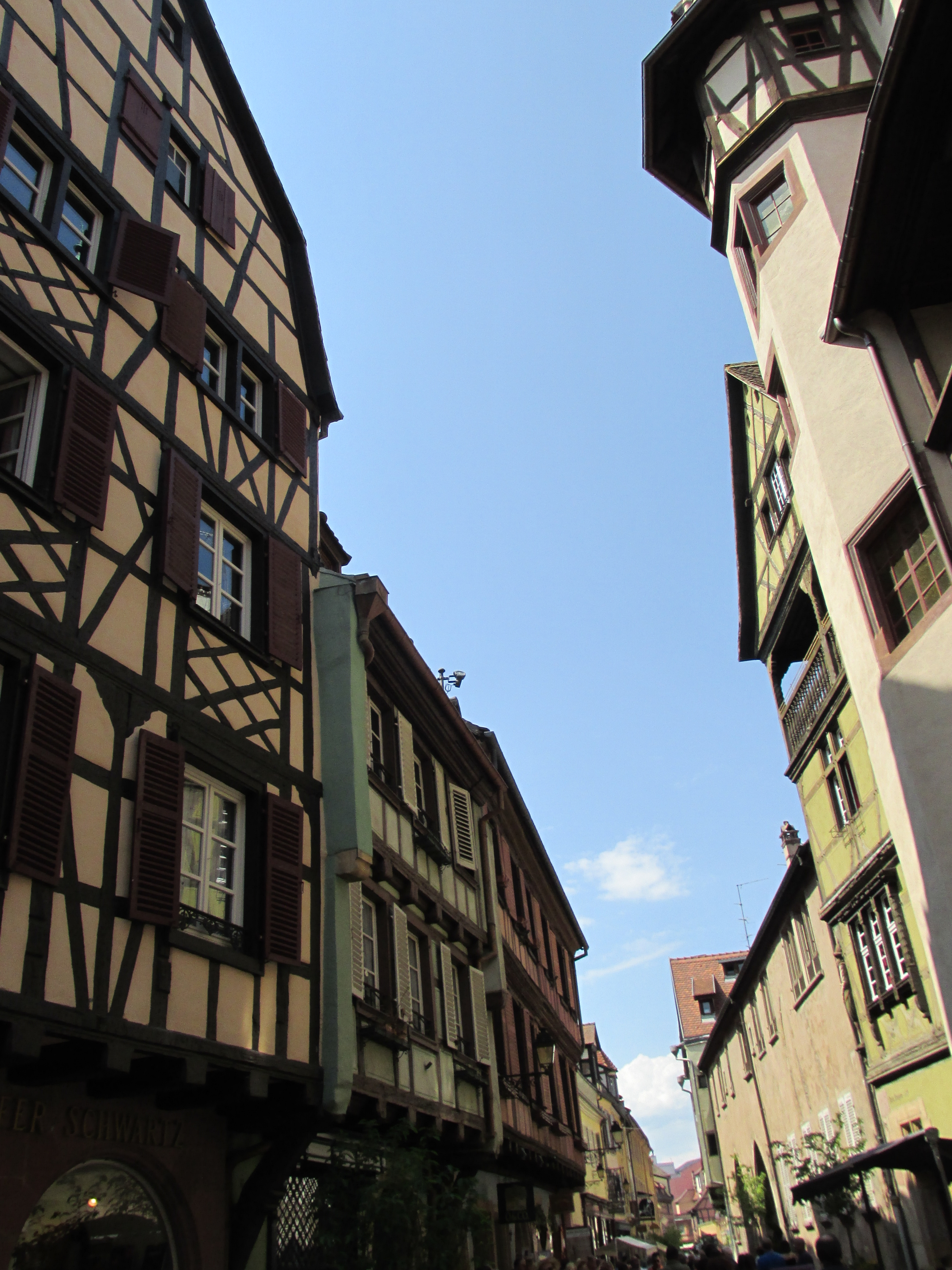
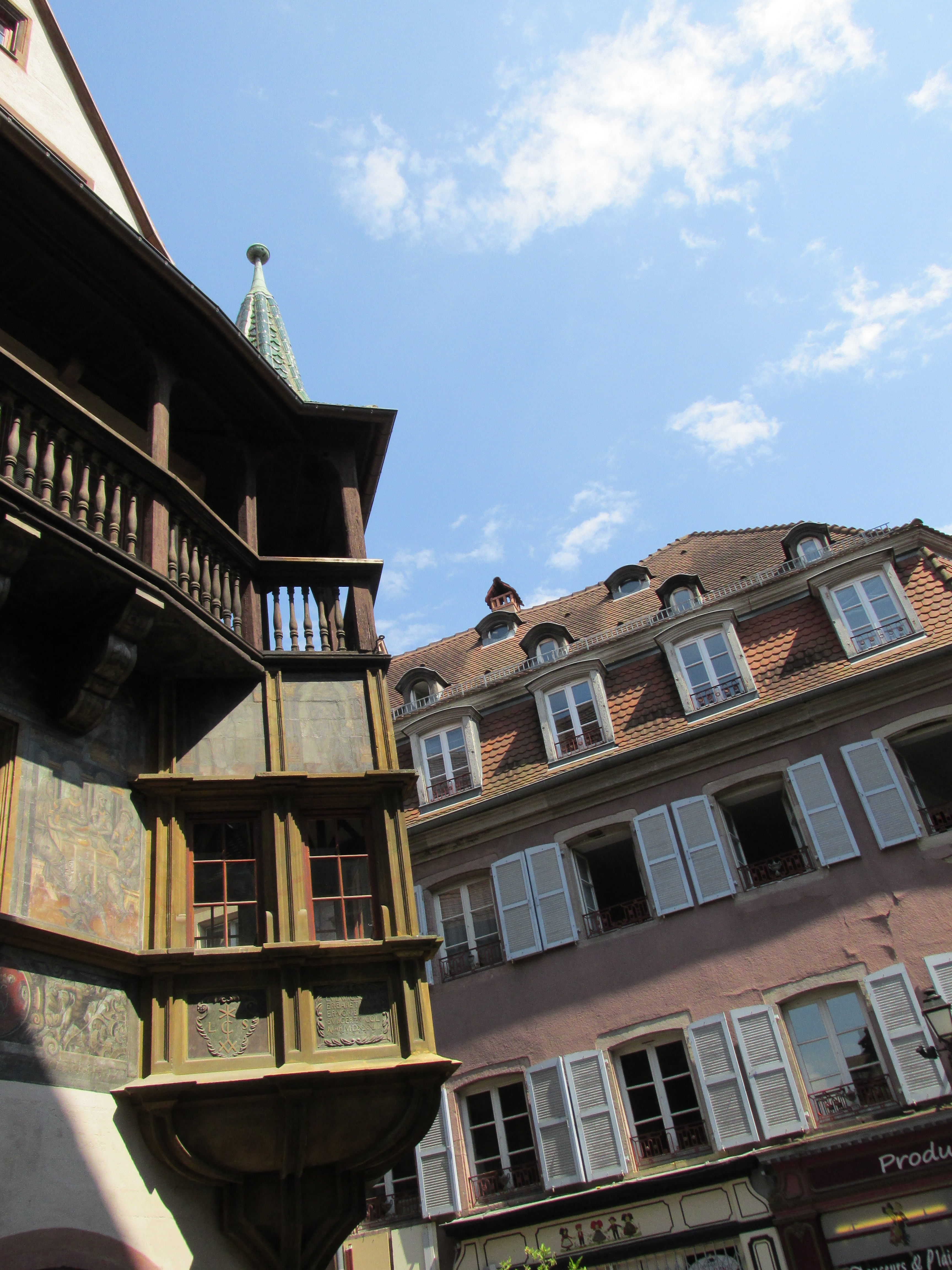
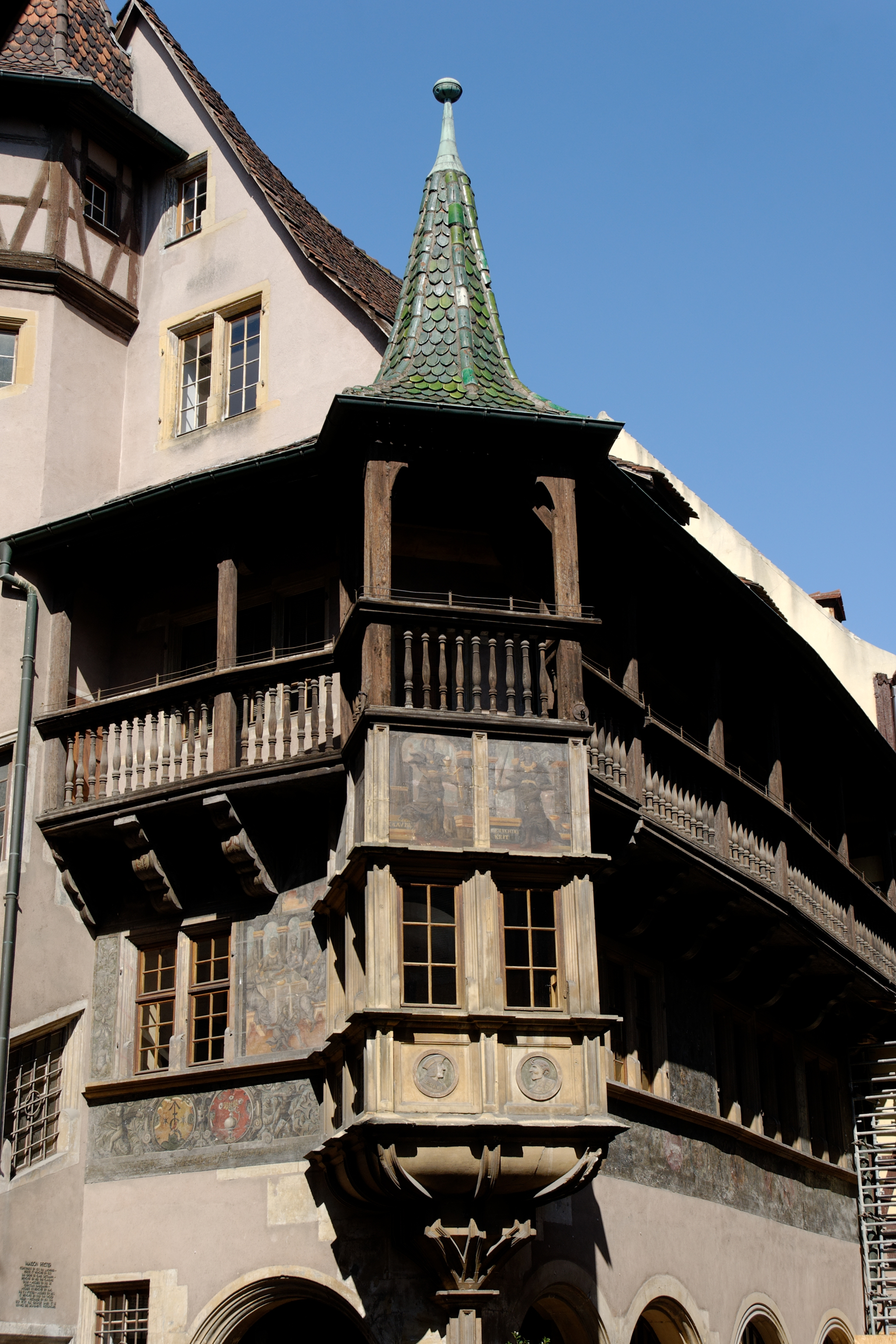
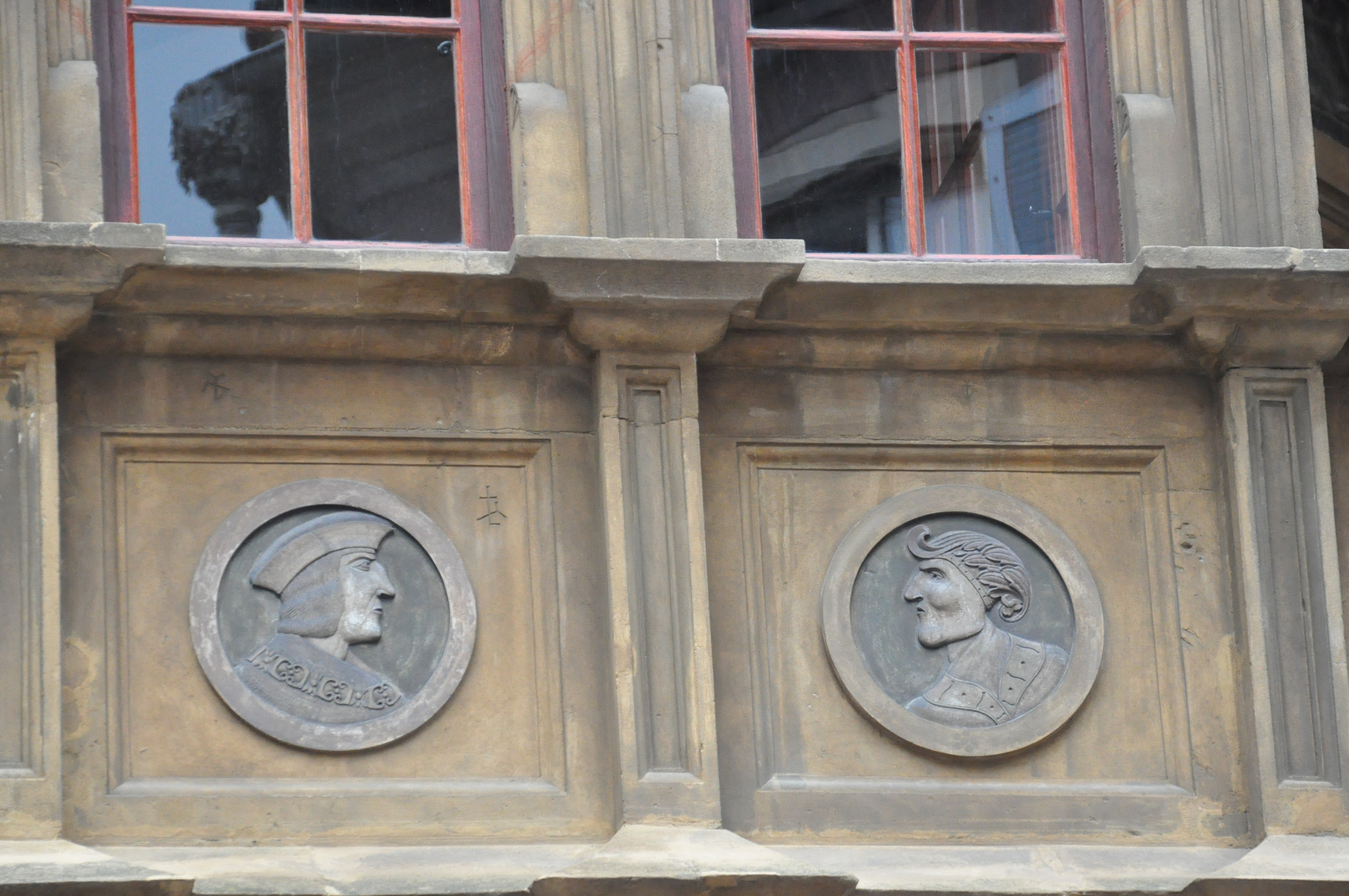
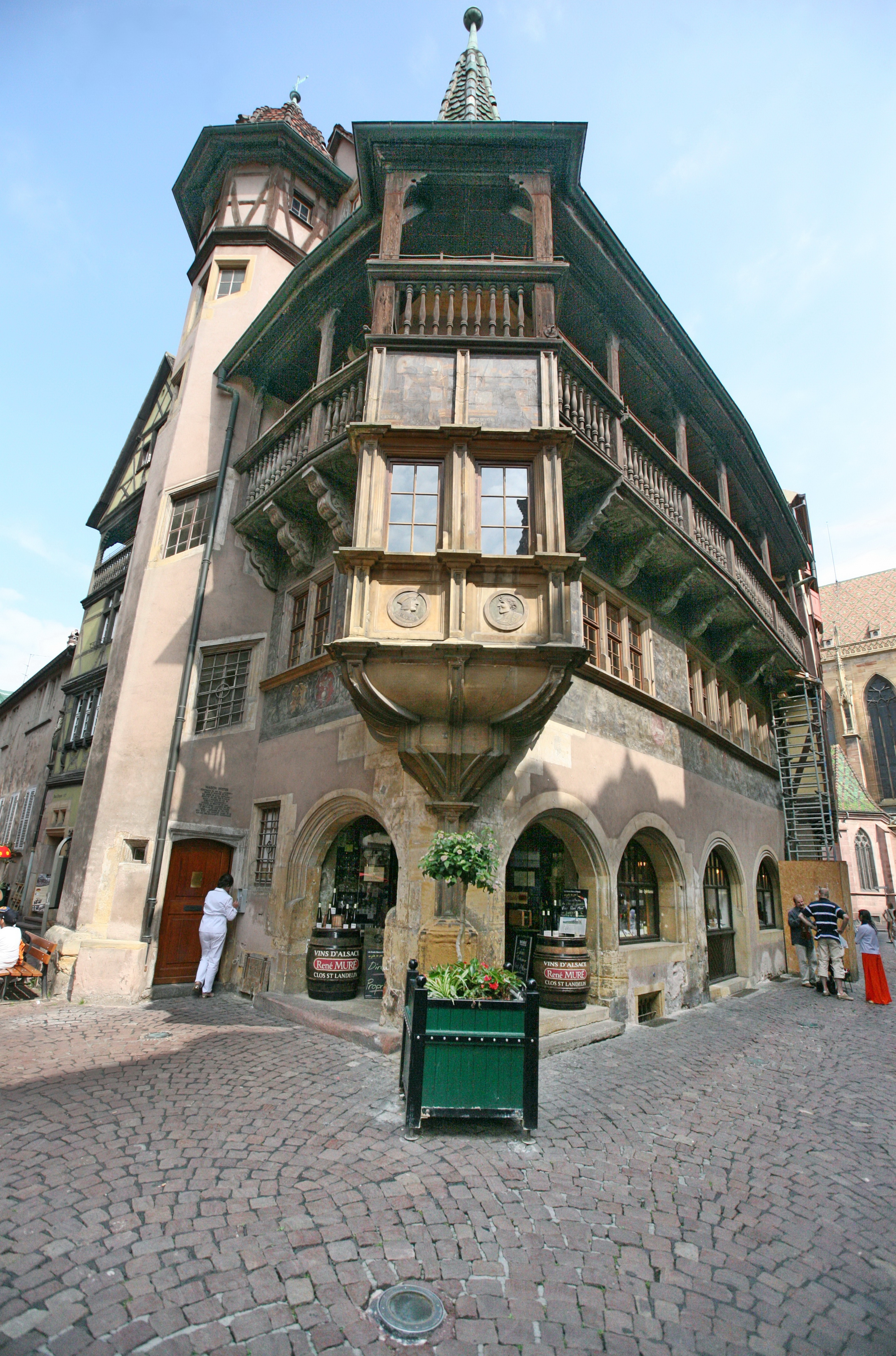
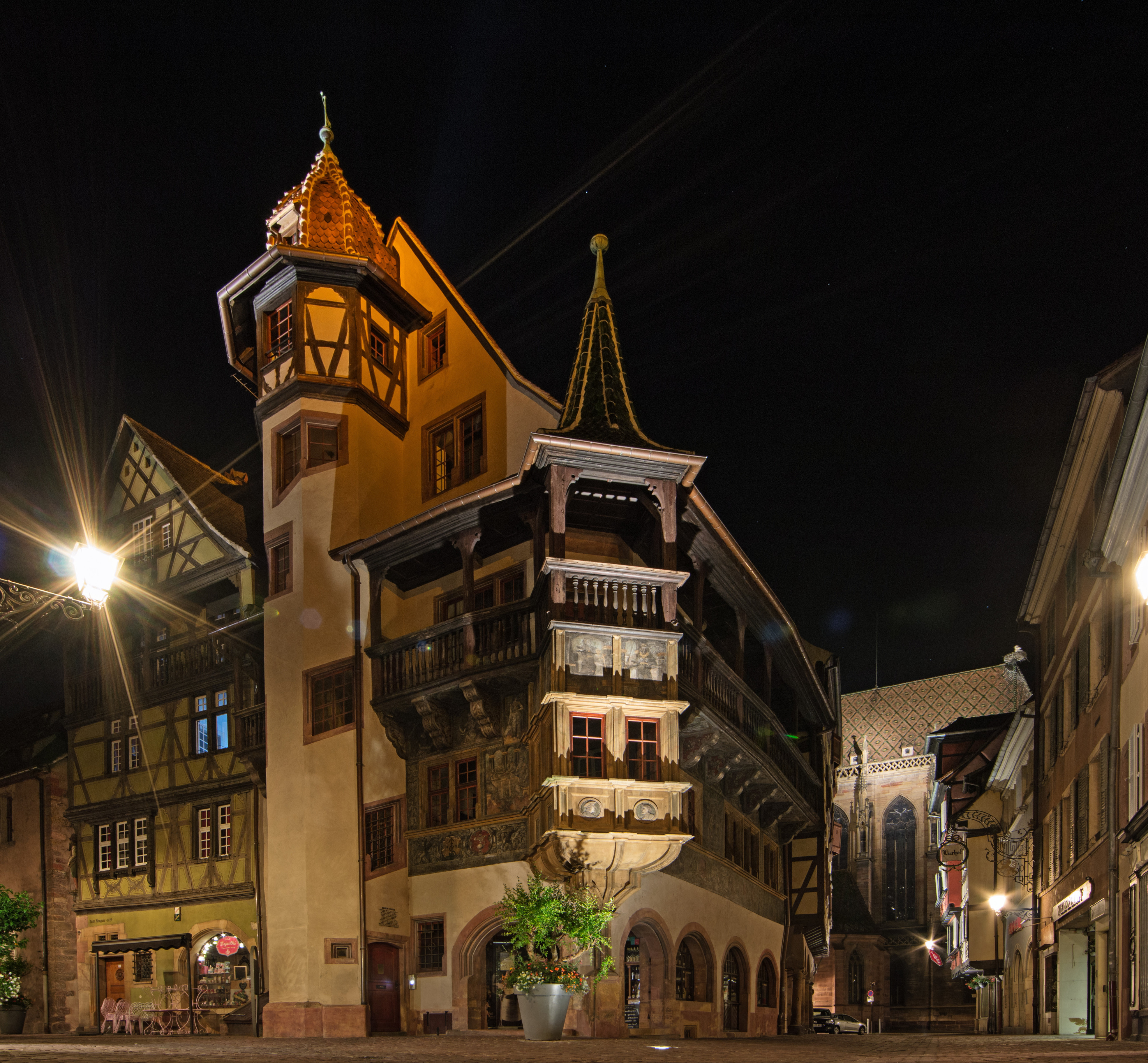
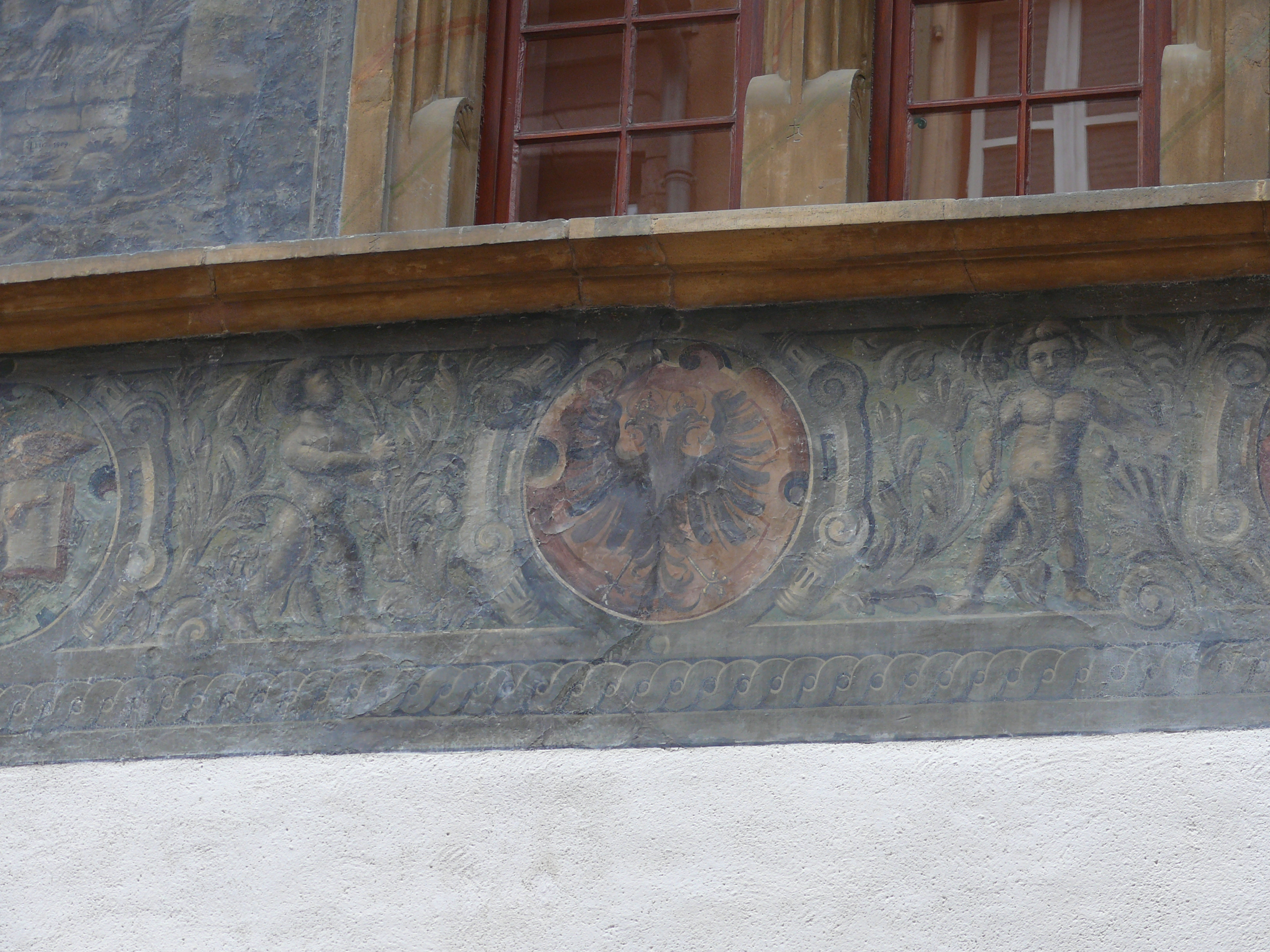
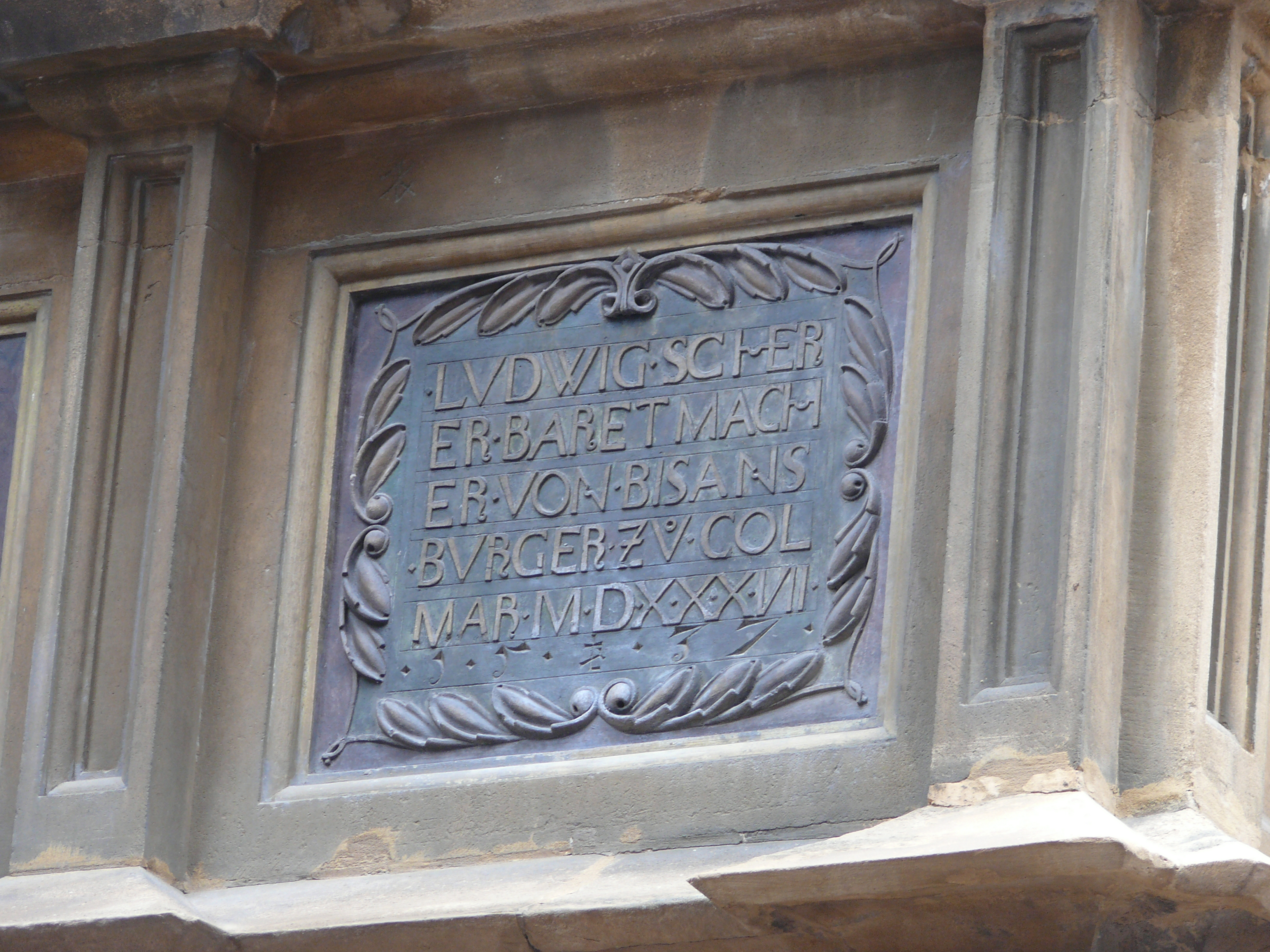
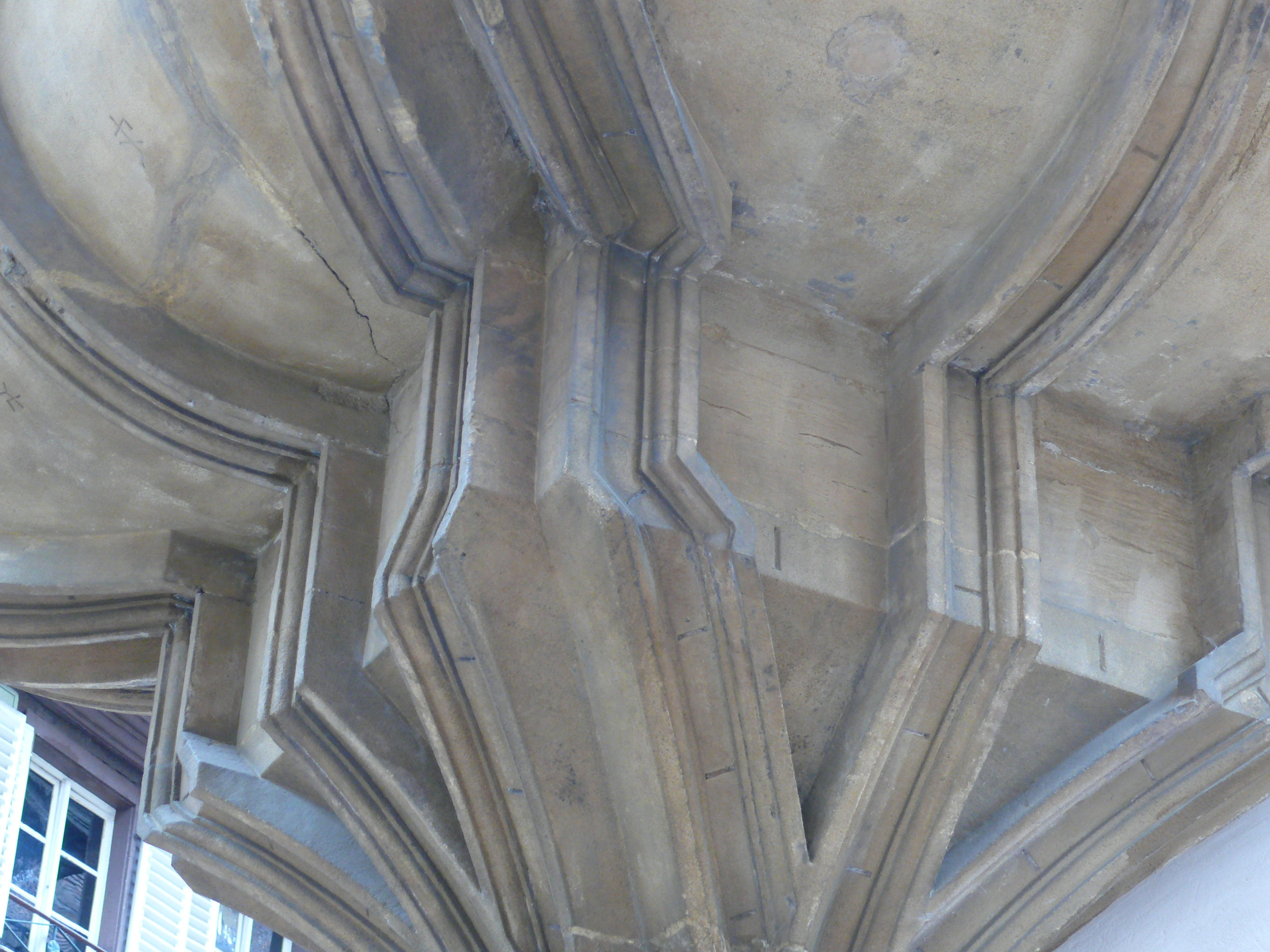
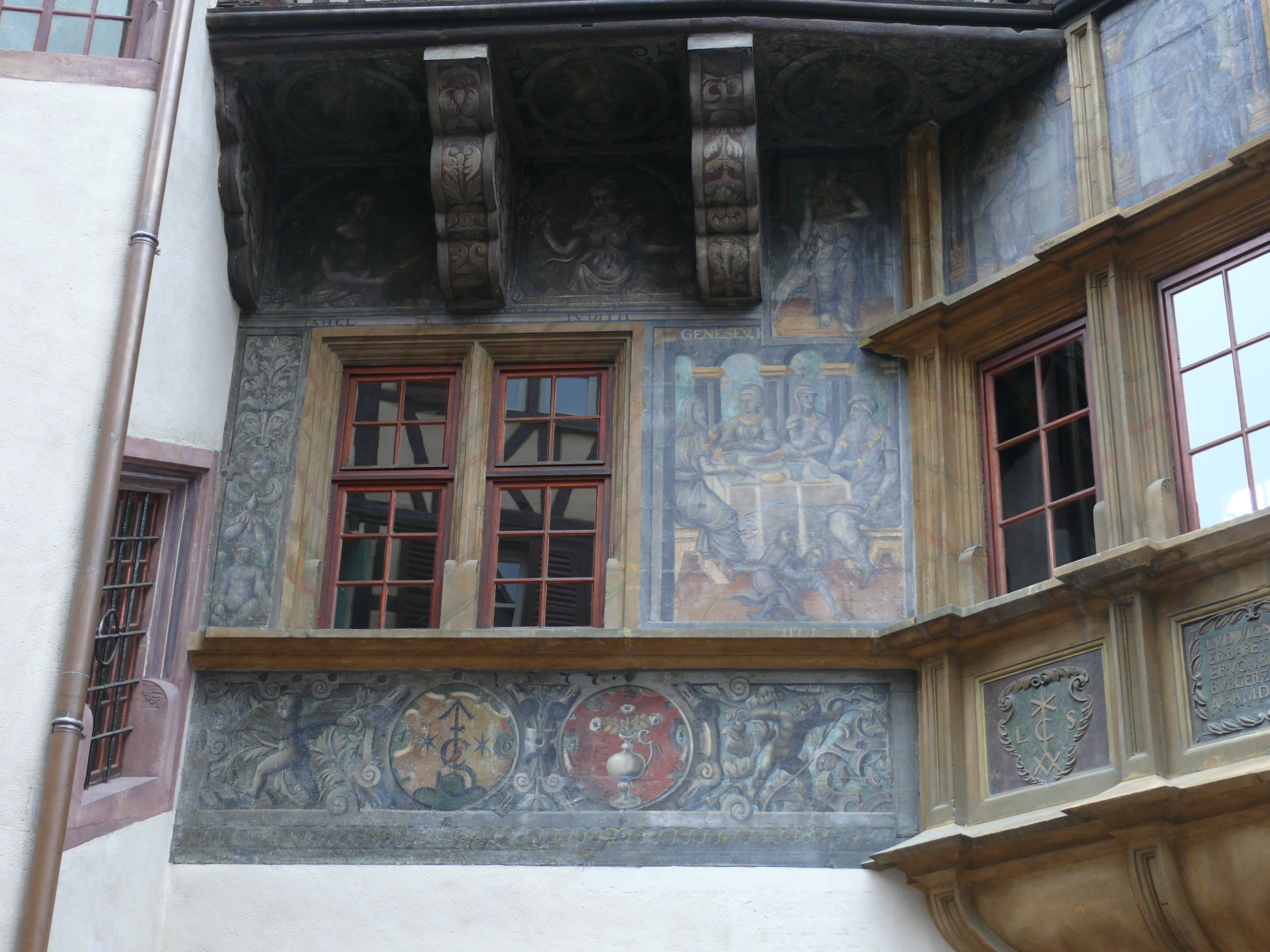
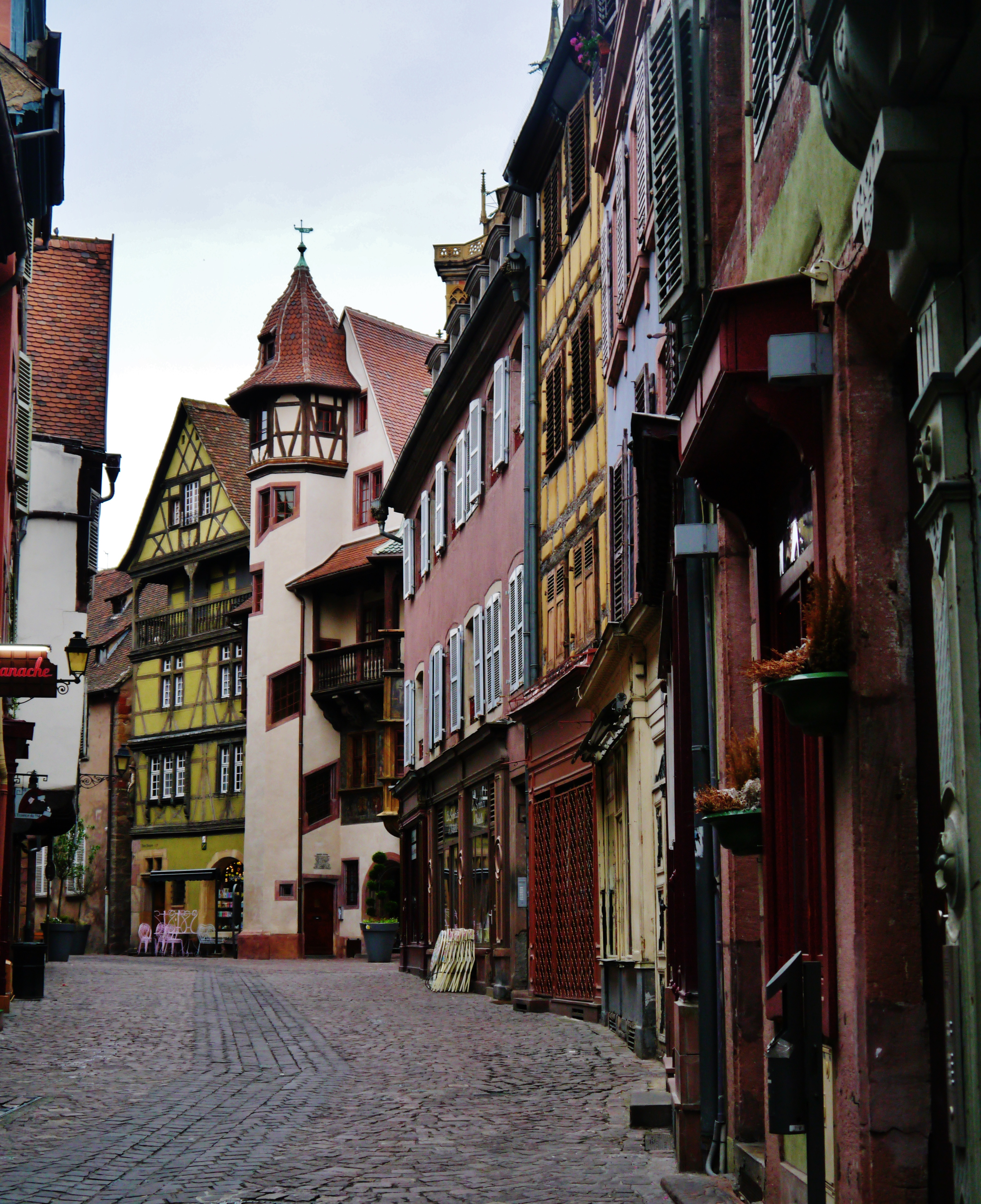
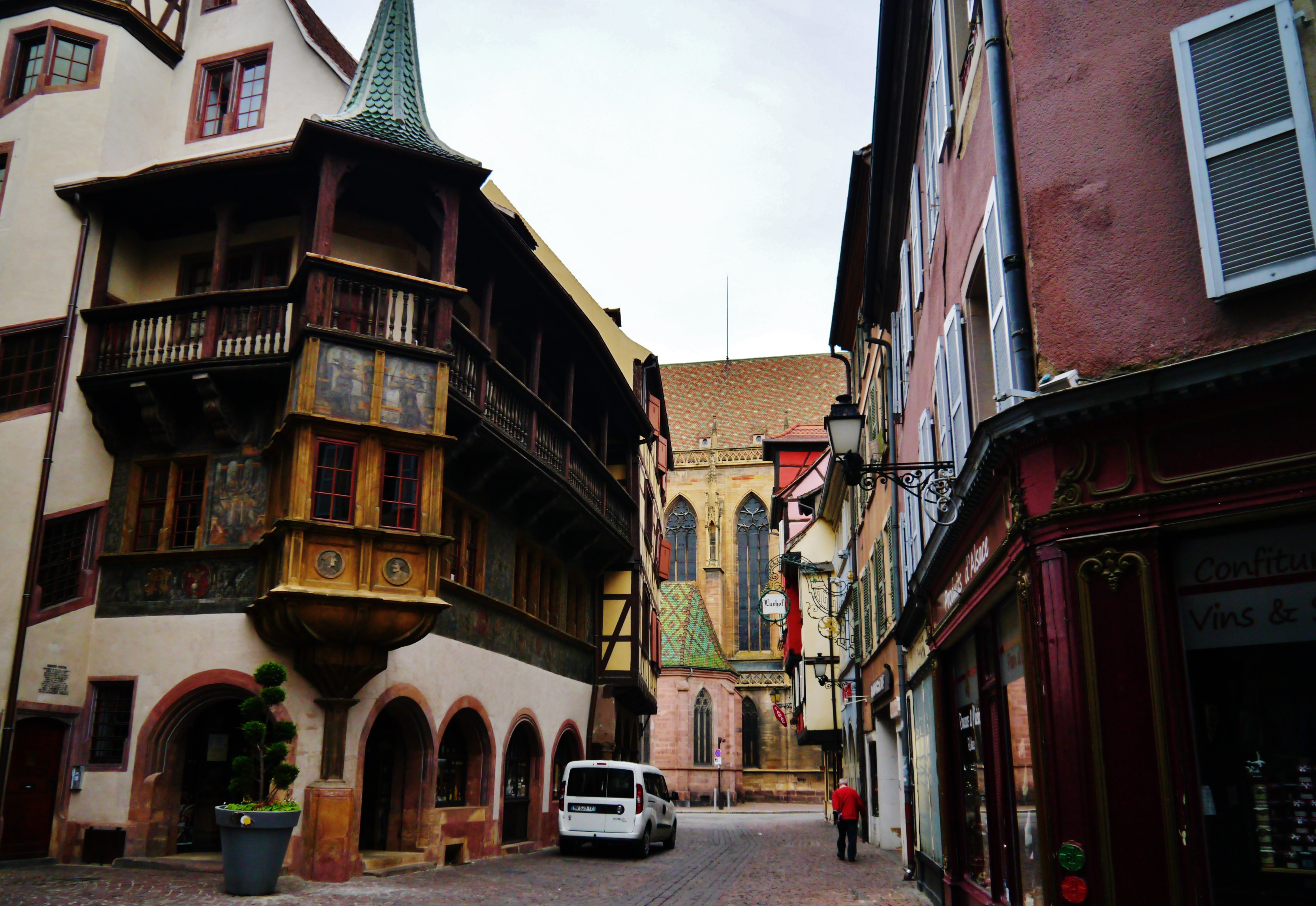
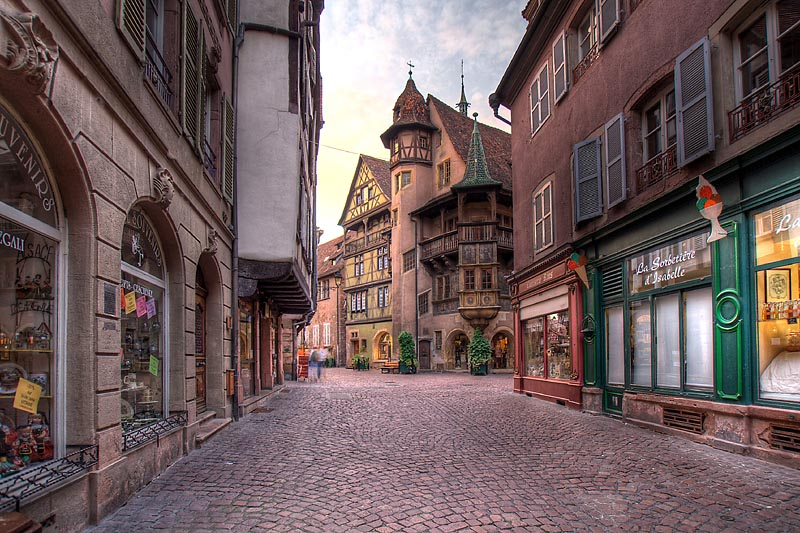
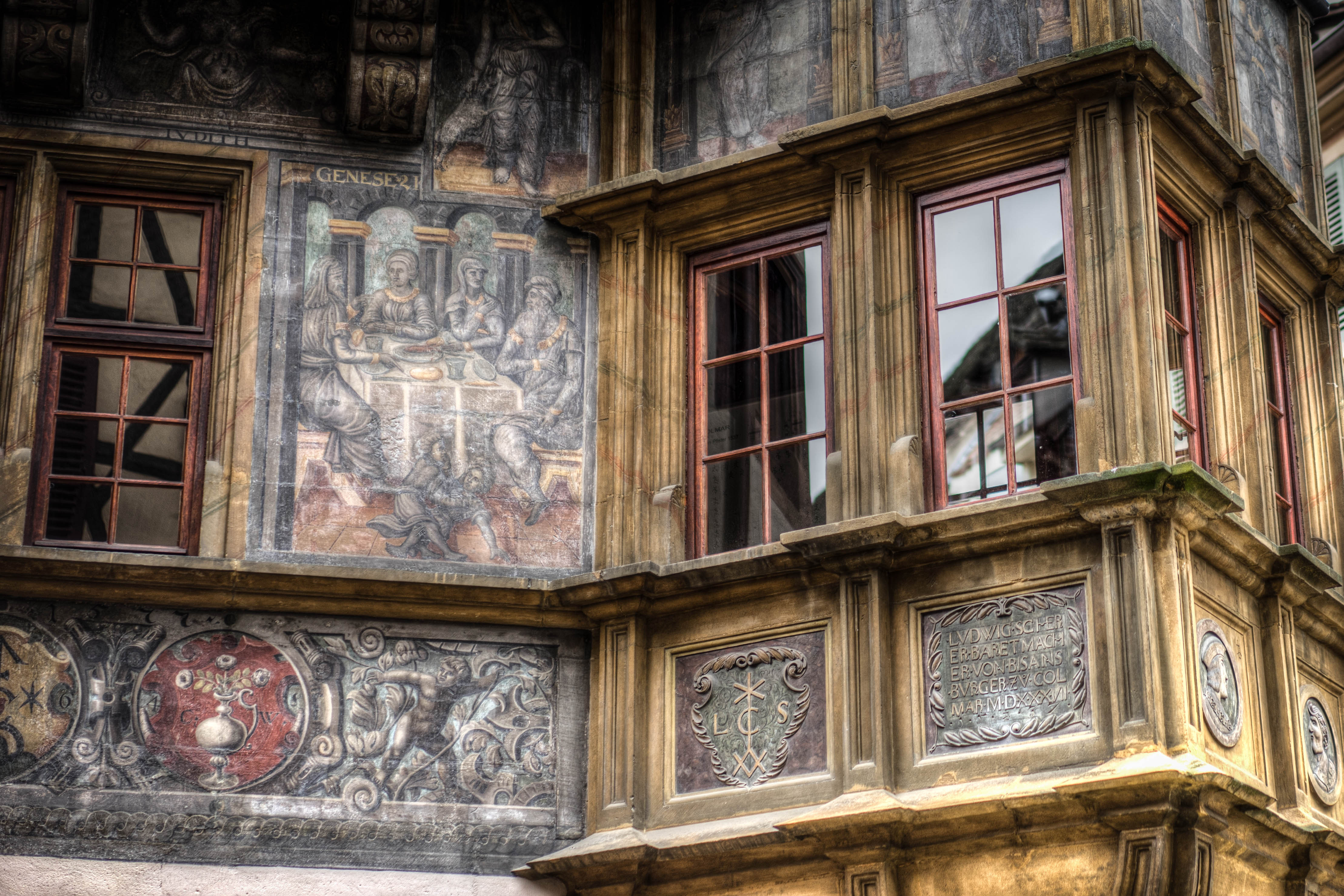
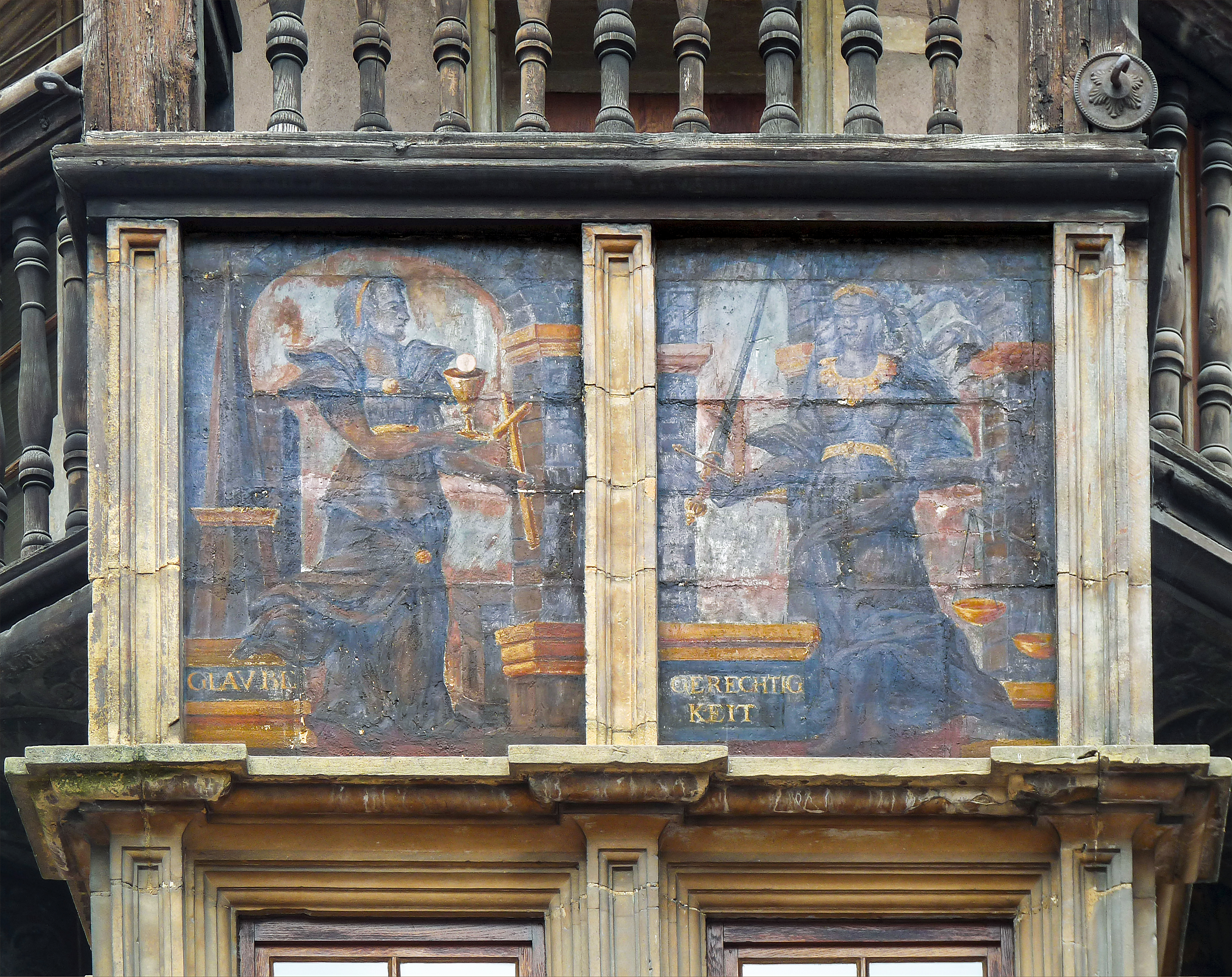
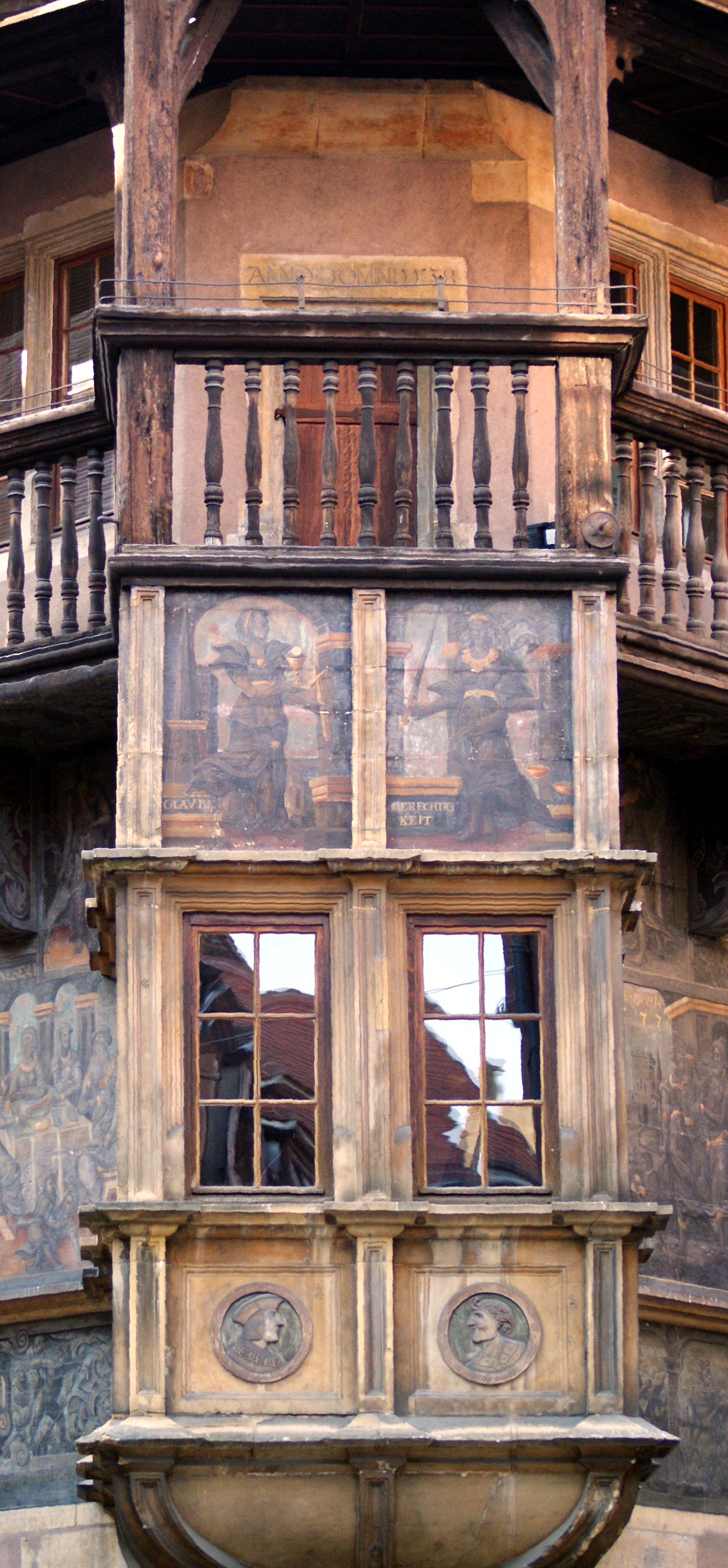
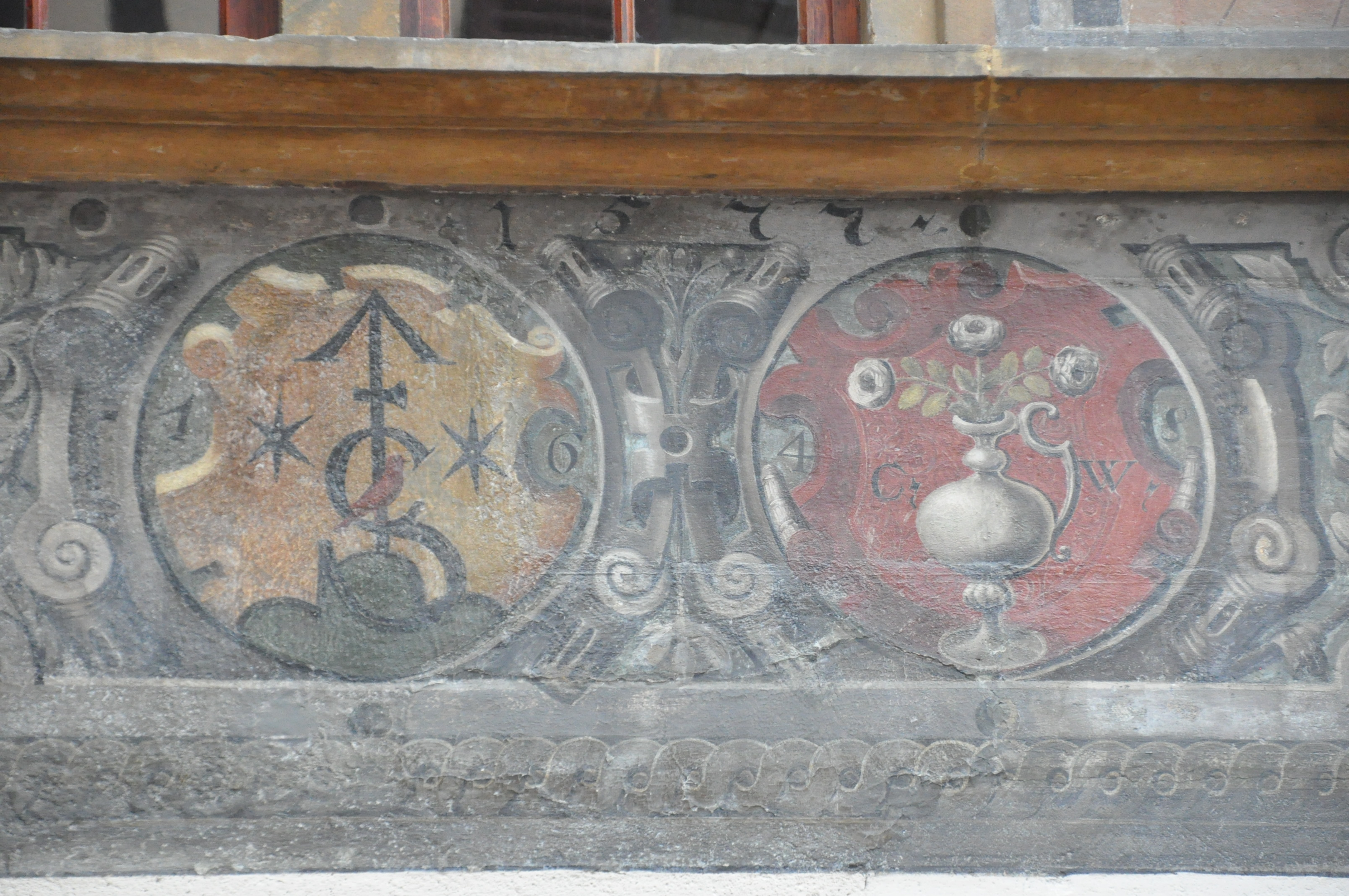
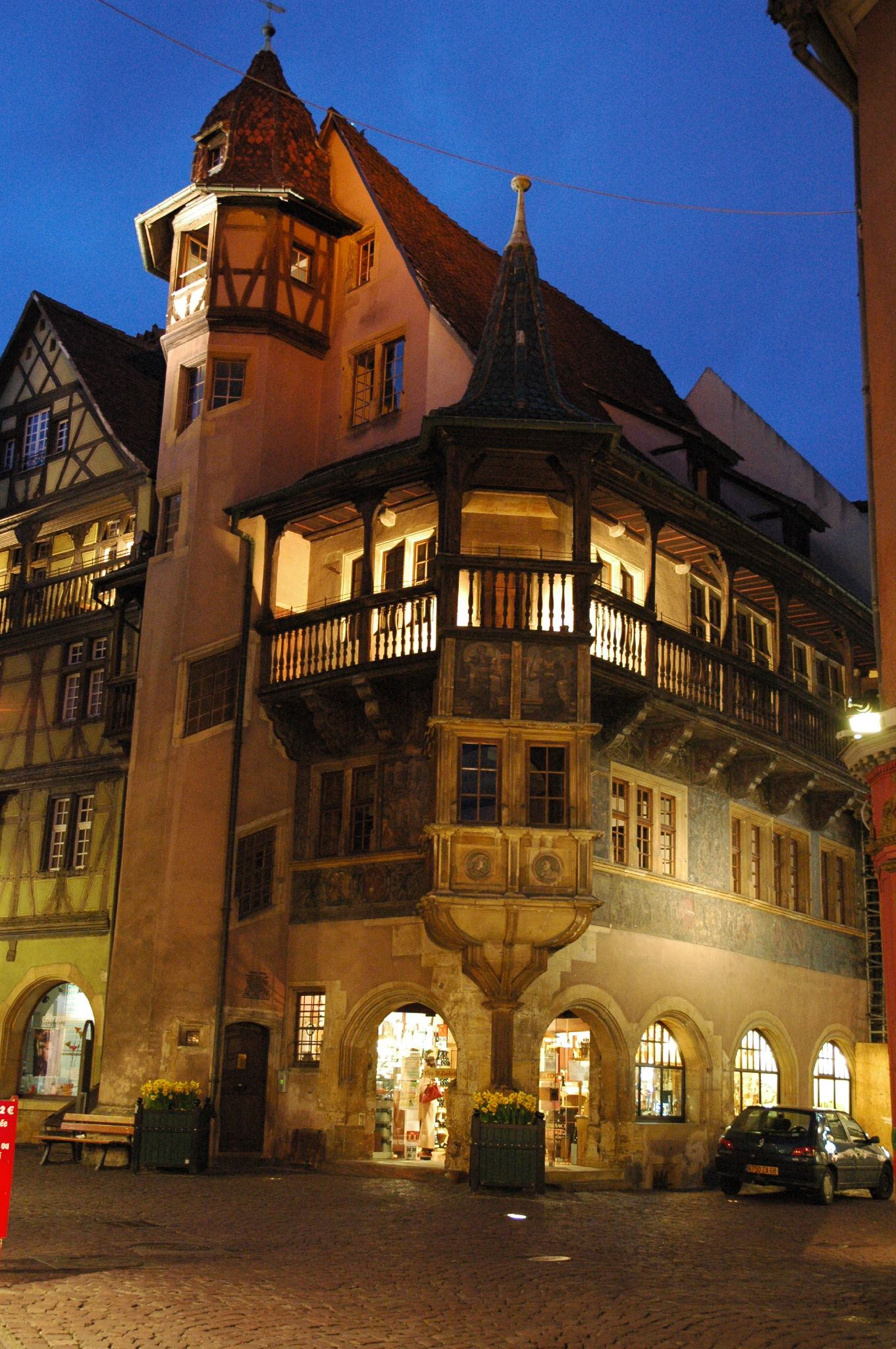